# John Bonham
John Henry Bonham (Redditch (Worcestershire), 31 mei 1948 – Clewer, Windsor, 25 september 1980) was een Brits muzikant. Hij werd internationaal bekend als drummer van de rockband Led Zeppelin.

## Jonge jaren
Bonham werd geboren als zoon van Joan en Jack Bonham. Hij begon met drummen toen hij vijf was, op een 'drumstel' van voorraadbussen en koffieblikken. Toen hij tien was kreeg hij van zijn moeder een snare drum. Op zijn 15e kreeg hij van zijn vader zijn eerste drumstel.
Nadat hij school verlaten had, begon hij in 1964 in zijn eerste band genaamd Terry Web and The Spiders. Ook drumde hij voor enkele andere lokale bands zoals The Blue Star Trio en The Senators. In deze tijd leerde hij ook zijn latere echtgenote Pat Phillips kennen.
Toen hij later besloot fulltime te gaan drummen, sloot hij zich aan bij een band genaamd A Way of Life, maar deze band stopte al snel en noodgedwongen ging Bonham bij een bluesband spelen, Crawling King Snakes met onder andere zanger Robert Plant. In 1967 werd hij gevraagd terug te keren in A Way of Life. In de periode bij deze band die daarop volgde bleef hij contact houden met Robert Plant. Toen Plant de band Band of Joy oprichtte, was John Bonham dan ook de eerste keus. Deze band hield het echter niet lang uit, waarna Bonham voor enkele andere bands drumde om aan een inkomen te komen.

## Led Zeppelin
Toen Jimmy Page een nieuwe band wilde beginnen na het uit elkaar vallen van The Yardbirds kwam hij via Terry Reid terecht bij Robert Plant die vervolgens Bonham aan Page voorstelde als drummer. Met de komst van Bonham in 1968 eindigde de zoektocht van Jimmy Page naar een drummer voor zijn nieuwe band; The New Yardbirds, waarvan de naam later veranderde in Led Zeppelin.
Volgens de andere leden van Led Zeppelin, John Paul Jones, Jimmy Page en Robert Plant, zouden zij lang zo goed niet zijn geweest zonder Bonham. Zijn krachtige manier van drummen en onder andere zijn wereldberoemde solo Moby Dick, die in sommige gevallen wel een half uur kon duren, maken hem tot een van de grootsten binnen zijn genre en inspireert nog altijd vele moderne drummers. Ook zijn samples van hem gebruikt door onder andere bands als Beastie Boys.

## Overlijden

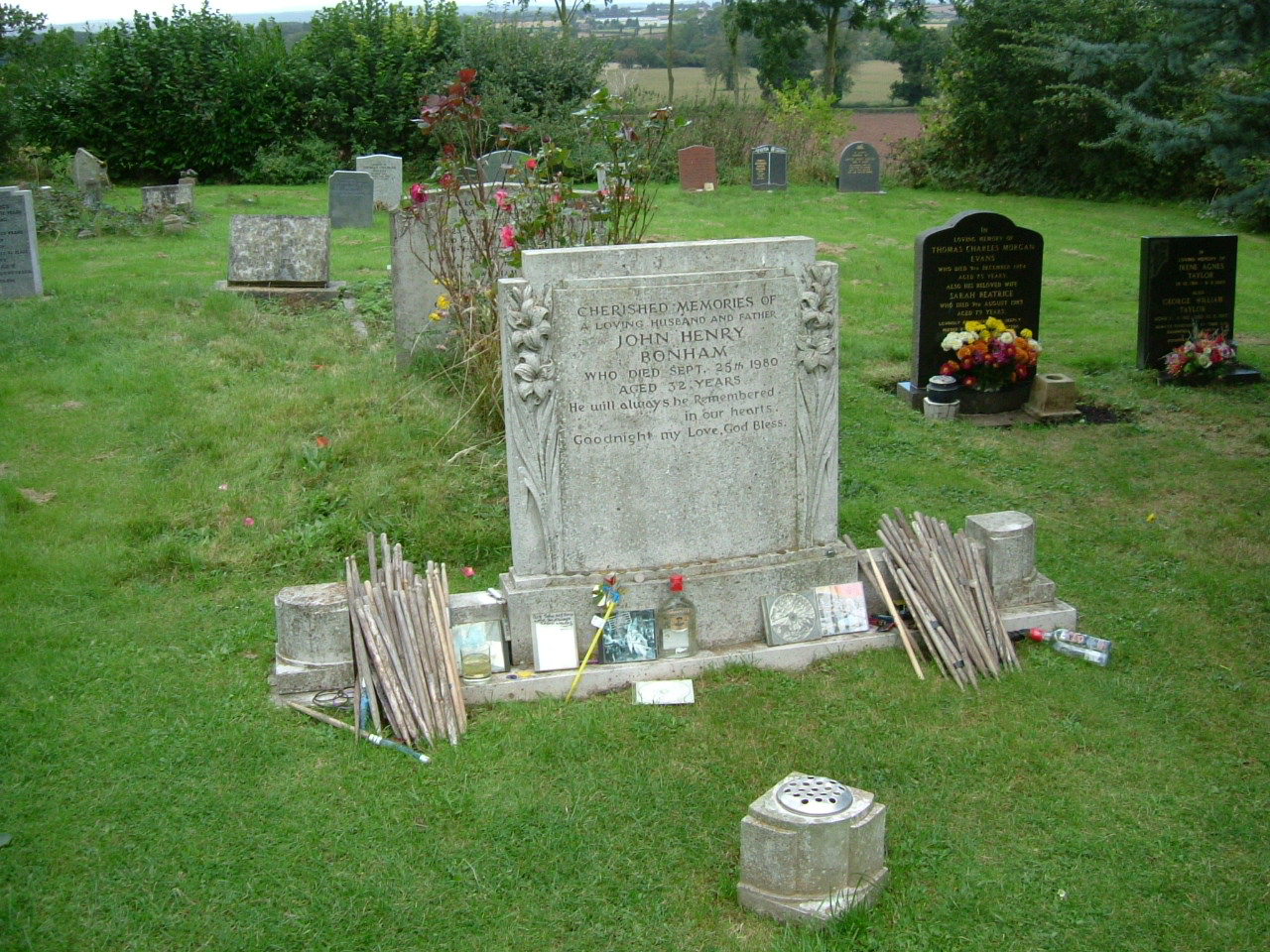
Het graf van John Bonham

Bonham overleed op 32-jarige leeftijd aan een longoedeem als gevolg van het inademen van braaksel na overmatig alcoholgebruik. Op 25 september 1980 werd hij door tourmanager Benji LeFevren in het huis van Jimmy Page dood aangetroffen. In de 24 uur voorafgaand aan zijn dood had hij ruim een liter wodka gedronken. Bij een autopsie werden geen andere drugs dan alcohol gevonden. Bonham werd gecremeerd, waarna de asurn op 12 oktober 1980 werd bijgezet op Saint Michael's Church and cemetery nabij Rushock (Engeland). Op 4 december 1980, drie maanden na Bonhams overlijden, werd bekend dat Led Zeppelin zich had opgeheven.
Bonhams zoon Jason Bonham (1966) is eveneens drummer.
Op de in 2019 door het tijdschrift Rolling Stone gepubliceerde ranglijst van 100 beste drummers in de geschiedenis van de popmuziek kreeg John Bonham de eerste plaats toegekend.
John Bonham · John Paul Jones · Jimmy Page · Robert Plant
- Bibsys: 1034874
- Bibliothèque nationale de France: cb14047431m (data)
- Gemeinsame Normdatei: 130627194
- International Standard Name Identifier: 0000 0000 5515 3021
- Library of Congress Control Number: no95046963
- MusicBrainz: 9c2b375c-ce68-44a8-90ac-e06b177f43f9
- Bibliotheek van het Japanse parlement: 01209775
- Nationale Bibliotheek van Tsjechië: ola2002151405
- Nationale bibliotheek van Australië: 64522759
- Nationale Bibliotheek van Israël: 987007412824705171
- Nationale Bibliotheek van Polen: a0000003793083
- Nationale en Universitaire bibliotheek Zagreb: 000066842
- Nederlandse Thesaurus van Auteursnamen: 073537640
- Istituto Centrale per il Catalogo Unico: LI2V000123
- Système universitaire de documentation: 142858919
- Virtual International Authority File: 212865
- WorldCat: E39PBJqVXmjJjhmwjx3hkW3WjC